# Karlevistenen
Karlevistenen, med signum Öl 1, er Ölands ældste og en af Sveriges mest bemærkelsesværdige runesten. Den står på et område i Karlevi by på vestsiden af øen i nærheden af Kalmarsund.
Stenen er en ca. 130 cm høj sten af grå kvartsporfyr, sandsynligvis fra området vest for Oskarshamn. Den er rejst omkring år 1000, sandsynligvis i slutningen af 900-tallet efter en dansk høvding, Sibbe den gode, eller Sibbe den vise, Foldars søn. Stenen står på sin oprindelige placering, og efter en tegning fra 1600-tallet fremgår det at den stod mellem de to nu nedpløjede gravhøje.
Ifølge indskriften er den døde begravet i en af dem. At stenen er anbragt på en øde strand tyder på, at Sibbe døde på rejse forbi stedet og blev gravlagt på højen af sit følge. Den kunne således være rejst af daner på hjemrejse efter at have deltaget i slaget ved Fyrisvallarne uden for Uppsala år 986.

## Indskriften
Indskriften består af en kortere del i prosa, som er navnet på høvdingen, og en længere i versemået dróttkvætt.
"Denne sten er sat (står) efter Sibbe den Gode, Fuldars søn; men hans følgesvend (stalbroder) satte (rejste) på øens (Ölands) kyst den dødes hædersminde (dette mindesmærke til den dødes hæder).".. 
Den længere del i form af en skjaldestrofe i dróttkvætt versemål:
| Tydning af indskrift efter Söderberg og Brate | Transkriptionsforslag (Stavrim med fed − indrim med rødt) |
| --------------------------------------------- | --- |
|                                               | Folginn liggr hinn's fylgðu (flestr vissi þat) mestar dáðir dolga þruðar draugr í þeimsi haugi. Mun-at reið-Viðurr ráða rógostarkr í Danmǫrku Endils jǫrmungrundar ørgrandari landi. |

Det svenske forlæg foreslår denne tolkning:
"Dold ligger den som de största dåd följde, det visste de flesta, 'stridernas Truds arbetare' i denna hög. Ej skall en rättrådigare, kampstark 'Vagn-Vidur' på sjökonungens väldiga mark råda över land i Danmark."
Et dansk forsøg:
"Skjult ligger den som fremviste de største bedrifter, det vidste de fleste, 'kampenes Truds arbejdere' i denne høj. Ikke skal en mere retskaffen, kampstærk 'Vogn-Vidur' på havkongens vældige mark, herske over land i Danmark."
Skjaldedigtet er skrevet på versemålet dróttkvætt og den eneste skjaldestrofe på dette versemål, der er bevaret i original. I digtet er der flere kenninger. Trud er navnet på en gudinde, og "kæmper Truds arbejdstager": høvding eller hærfører. Vidur er et af Odins navne, der er brugt her om den døde høvding, og vognen er skibet. Vogn-Vidur kan derfor fortolkes som skibshøvding. "Havkongens vældige mark" er havet.
Under runeindskrifterne er der på stenen en kort middelalderlig indskrift med ukendt betydning: (NINONI+ EH +). Muligvis kan det tolkes som "i Jesu navn".